# Köllinsaari (ö i Birkaland)
Köllinsaari är en ö i Finland. Den ligger i sjön Äväntäjärvi och i kommunen Orivesi i den ekonomiska regionen Tammerfors och landskapet Birkaland, i den södra delen av landet, 180 km norr om huvudstaden Helsingfors. Öns area är 12,5 hektar och dess största längd är 500 meter i nord-sydlig riktning.